# 黑色聖誕節 (電影)
是一部2019年美國、紐西蘭和加拿大合拍的聖誕動作砍殺電影，由蘇菲亞·塔卡爾執導，並與艾波·沃爾夫共同撰寫劇本。該片為1974年電影《女生驚魂記》的二度重拍電影。主演包括伊莫珍·波茨、莉莉·多諾格、阿麗斯·香農、布蘭妮·奧格雷迪、卡勒布·埃伯哈特、西蒙·米德和凱瑞·艾文斯。
《黑色聖誕節》由環球影業定於2019年12月13日（13號星期五）在美國上映。

## 演員
- 伊莫珍·波茨 飾 芮莉·史東
- 阿麗斯·香農 飾 克莉絲
- 莉莉·多諾格 飾 馬蒂
- 布蘭妮·奧格雷迪（英语：Brittany O'Grady） 飾 傑西
- 卡勒布·埃伯哈特 飾 蘭頓
- 西蒙·米德 飾 內特
- 凱瑞·艾文斯 飾 吉爾森教授

## 製作
2019年6月，宣布製片人傑森·布倫將重拍1974年電影《女生驚魂記》，並與Divide/Conquer的班·卡斯葛瑞夫和亞當·漢崔克斯共同製片。此外，Divide/Conquer的格雷格·吉爾里特和扎克·盧克將擔任執行製片人。2019年6月，曾與布倫在《黑暗詩選》合作過的蘇菲亞·塔卡爾簽約執導該片，伊莫珍·波茨、阿麗斯·香農、莉莉·多諾格、布蘭妮·奧格雷迪、卡勒布·埃伯哈特和凱瑞·艾文斯加盟劇組。

### 拍攝
製作於2019年6月23日在紐西蘭開始。主體拍攝在但尼丁、奧馬魯和奧塔哥大學進行，並於2019年7月31日殺青。

## 發行
《黑色聖誕節》由環球影業定於2019年12月13日在美國上映。

### 評價
該片在爛番茄網站上根據99篇評論而持有38%的新鮮度，觀眾投票獲得31%的分數。而在Metacritic上則獲得49分。

## 外部連結
- 互联网电影数据库（IMDb）上《黑色聖誕節》的资料（英文）
- Box Office Mojo上《黑色聖誕節》的資料（英文）
- Metacritic上《黑色聖誕節》的資料（英文）
- 爛番茄上《黑色聖誕節》的資料（英文）
- 開眼電影網上《黑色聖誕節》的資料（繁體中文）
- 时光网上《黑色聖誕節》的資料（简体中文）
- 豆瓣电影上《黑色聖誕節》的資料 （简体中文）